# Уджин
Уджин (пол. Udrzyn) — село в Польщі, у гміні Браньщик Вишковського повіту Мазовецького воєводства.
Населення — 325 осіб (2011).
У 1975-1998 роках село належало до Остроленцького воєводства.

## Демографія
Демографічна структура станом на 31 березня 2011 року:
|          | Загалом | Допрацездатний вік | Працездатний вік | Постпрацездатний вік |
| -------- | ------- | ------------------ | ---------------- | -------------------- |
| Чоловіки | 154     | 27                 | 88               | 39                   |
| Жінки    | 171     | 28                 | 79               | 64                   |
| Разом    | 325     | 55                 | 167              | 103                  |